# Transatlantic
Transatlantic je progresivna rock supergrupa koju su 1999. oformili pjevač i klavijaturist Neal Morse (Spock's Beard) i bubnjar Mike Portnoy (Dream Theater). Sastav je dosad izdao četiri albuma (dva studijska i dva uživo), a za 2009. godinu planiran je izlazak trećeg po redu studijskog izdanja.

## Diskografija

### Studijska izdanja
- SMPT:e (2000.)
- Bridge Across Forever (2001.)

### Uživo izdanja
- Live in America (2001.)
- Live in Europe (2003.)

### Ostala izdanja
- Transatlantic Demos (2003.)
- SMPTe: The Roine Stolt Mixes (2003.)

### Video izdanja
- Live In America (video, 2001.)
- Building The Bridge (video, 2002.)
- Live In Europe (2003.)

## Postava
- Neal Morse - vokali, klavijature, gitara
- Mike Portnoy - bubnjevi, prateći vokali
- Roine Stolt - gitara, prateći vokali
- Pete Trewavas - bas-gitara, prateći vokali

### Gosti
- Daniel Gildenlöw - gitara, prateći vokali, klavijature

## Vanjske poveznice
- Transatlantic - službene straice
- Transatlantic na Facebooku